# Lyman, Utah
Lyman är en kommun (town) i Wayne County i Utah. Vid 2010 års folkräkning hade Lyman 258 invånare.